# J'den Cox
J'den Cox, född den 3 mars 1995 i Columbia, Missouri, är en amerikansk brottare.
Han tog OS-brons i lätt tungvikt i samband med de olympiska tävlingarna i brottning 2016 i Rio de Janeiro.